# 名人传
《名人传》，又称为巨人三传或三大英雄传，是由19世纪末20世纪初法国著名批判现实主义作家、音乐家、小说家、剧作家、社会活动家罗曼·罗兰编著，最先由中国著名翻译家傅雷翻译传入中国，之后出现了多个不同的译本。
《名人传》是《贝多芬传》（1903年）、《米开朗琪罗传》（1906年）、《托尔斯泰传》（1911年）的总称。传记里的三人，贝多芬是音乐家，承受着耳聋的痛苦但依然作曲、演奏，米开朗琪罗是雕塑家兼画家，屡次受到排挤但是坚持制作艺术品，托尔斯泰是小说家。《名人传》生动地记录了三人的生活经历，表现出他们顽强的毅力。
- 《名人传》(法)罗曼·罗兰著 傅雷译  译林出版社  ISBN 7-80657-093-4